# تيموثي تورلوت
تيموثي تورلوت(بالإنجليزية: Timothy Torlot)‏ (مواليد 17 سبتمبر 1957) دبلوماسي بريطاني يعمل كسفير للمملكة المتحدة لدى أوزبكستان منذ أغسطس 2019. 

## السيرة الذاتية
انضم تيم إلى وزارة الخارجية وشؤون الكومنولث في عام 1981. بعد تدريبه على اللغة العربية في مدرسة الدراسات الشرقية والأفريقية في لندن، تم تعيينه كسكرتير ثالث في مسقط عام 1984 وفي ولينغتون كسكرتير ثان في عام 1987. عاد إلى وزارة الخارجية في عام 1992 وعمل في قسم إدارة شؤون الموظفين حتى عام 1995 وفي قسم جنوب شرق آسيا حتى عام 1997. من 2005 إلى 2006 كان نائب رئيس البعثة في بغداد، وتبع ذلك مهمتان قصيرتان في وزارة الخارجية والكومنولث قبل أن يتم تعيينه سفيراً للجمهورية اليمنية في يوليو 2007. في 26 أبريل 2010 نجا تيموثي تورلوت من هجوم انتحاري،  حيث أعلن جناح القاعدة في اليمن مسؤوليته عنه. في عام 2012 تم تعيينه رئيسًا لوفد خدمة العمل الخارجي الأوروبي إلى بوليفيا. وفي عام 2019 عٌين سفيرا لبريطانيا في أوزبكستان.